# トカゲ爆発しろ
『トカゲ爆発しろ』（トカゲばくはつしろ、英題:HIGH SCHOOL LIFE OF DEMI=HUMANS!）は、okamuraによる日本の漫画作品。『月刊コミックアライブ』（KADOKAWA）にて、2020年3月号より2022年6月号まで連載。

## 概要
元々は、作者のokamuraがふたば☆ちゃんねるに投稿していたイラストおよび１Pのショートコミックが原典。なぜか異種族の女生徒に絡みのトラブルに見舞われるリザードマンの不良というキャラクターを中心としたもので、傍から見れば女生徒にモテまくってるように見えることから、閲覧者のコメントにいつのころから「トカゲ爆発しろ」というレスが定着し、これがこの作品タイトルの由来となっている。

## あらすじ
21世紀初頭の日本によく似た、エルフやモンスターなど多種多様な種族が共存している『幻代』と呼ばれる世界のどこにでもある学校「私立魔城学園」を舞台に、なぜか色んな種族の女生徒絡みのトラブルに巻き込まれるリザードマンの不良生徒里佐土リド（りさどりど）と、エルフの女生徒廻星アルタ（かいほしあるた）を中心とした学園ファンタジーコメディー。

## 登場人物
里佐土リド（りさどリド）
廻星アルタ（かいほしアルタ）

## 書誌情報
- okamura『トカゲ爆発しろ』KADOKAWA〈MFコミックス〉、全3巻
  1. 2020年11月21日発売[3][4]、ISBN 978-4-04-065953-4
  2. 2021年8月20日発売[5]、ISBN 978-4-04-680628-4
  3. 2022年4月22日発売[6]、ISBN 978-4-04-681311-4